# Marie Christine d’Orléans

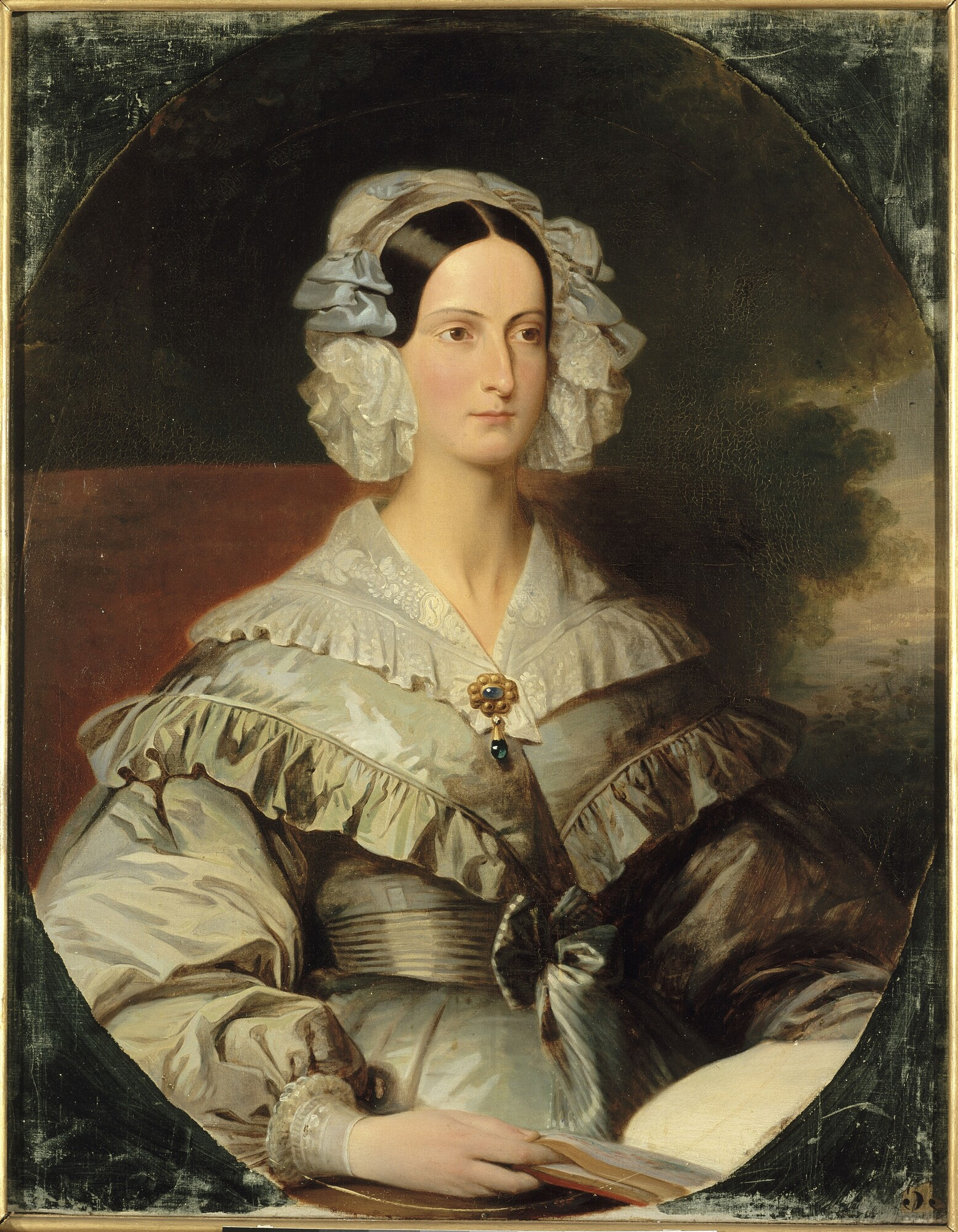
Marie d’Orléans

Marie Christine Caroline Adélaïde Françoise Léopoldine d’Orléans (* 12. April 1813 in Palermo; † 2. Januar 1839 in Pisa) war eine französische Königstochter, die durch Heirat zur Herzogin von Württemberg wurde. Vor ihrer Ehe war sie als Bildhauerin tätig und hat sich besonders dem Thema Jungfrau von Orléans  gewidmet.

## Familie
Marie war die zweite Tochter des französischen Königspaares Ludwig Philipp und Maria Amalia. Am 17. Oktober 1837 heiratete die katholische Prinzessin den evangelischen Herzog Alexander von Württemberg. Obwohl ihr Gemahl lediglich der Vertreter einer weniger bedeutenden Seitenlinie einer deutschen Herrscherfamilie war, so war er doch vermittels seines Vaters Alexander Friedrich Karl von Württemberg ein Neffe von König Friedrich I. von Württemberg und über seine Mutter Antoinette von Sachsen-Coburg-Saalfeld ein Neffe König Leopolds I. von Belgien. Marie Christine bekam nur ein Kind, den am 30. Juli 1838 geborenen Herzog Philipp von Württemberg, der die katholische Line des Hauses Württemberg begründete und dessen Sohn Albrecht von Württemberg 1921 zum Chef des Gesamthauses aufstieg und König von Württemberg geworden wäre, wenn 1918 nicht die Novemberrevolution stattgefunden hätte.

## Biographie

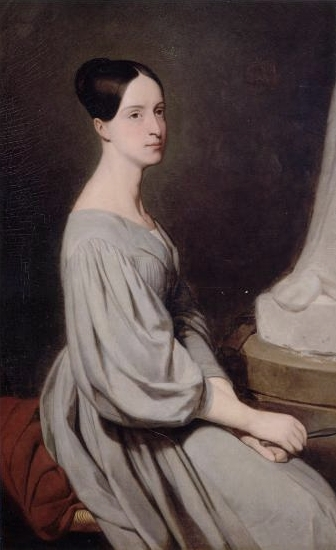
Marie Christine von Orléans, Gemälde von Ary Scheffer

Marie Christine, die sich seit ihrer Jugend für Literatur und Geschichte interessierte, war eine musisch sehr begabte Prinzessin, die eigene Lyrik und Prosa verfasste und sich auch auf musikalischem Gebiet und besonders in der bildenden Kunst betätigte. Als Schülerin des Künstlers Ary Scheffer entdeckte sie ihre Neigung zur Bildhauerei. So richtete sie sich im Tuilerienpalast ein eigenes Atelier ein, wo sie zahlreiche Kunstwerke modellierte. Noch heute erinnern Bronzeabgüsse verschiedener Statuen der Jungfrau von Orléans vor deren Geburtshaus in Domrémy-la-Pucelle und vor dem Rathaus in Orléans an Marie Christines künstlerisches Schaffen. Als Vertreterin des Hochadels fiel es ihr dennoch schwer, sich im Kunstbetrieb zu etablieren. Von ihren Kunstwerken ist nicht viel erhalten geblieben, die meisten gingen durch die Plünderung des Tuilerienpalastes während der Revolution von 1848 verloren.
Im Jahre 1834 wurde zunächst geplant, Marie Christine mit einem jüngeren Bruder von König Ferdinand II. beider Sizilien zu verheiraten. Der König beider Sizilien gab seine Einwilligung zur Heirat mit Prinz Leopold Benjamin von Syrakus (1813–1860), der wie er selbst der zweiten Ehe seines Vaters Franz I. mit Maria Isabel von Spanien entstammte. Wegen der Unruhen, die im April 1834 in Frankreich aufkamen, machte der Hof beider Sizilien in Neapel die Hochzeit davon abhängig, dass Marie Christine ihr Gesamterbe vorab in die Ehe einbringen sollte. Eine Prüfung dieser Forderung seitens des französischen Hofs führte schließlich zum Ende des Heiratsprojekts.
1837 kam es dann auf Initiative des belgischen Königs Leopold zur Hochzeit mit Herzog Alexander von Württemberg. Die Hochzeitsfeierlichkeiten fanden am 18. Oktober 1837 im Großen Trianon in Versailles statt. Die Zivilehe wurde vom französischen Kanzler Étienne-Denis Pasquier vorgenommen, die katholische Trauung durch den Bischof von Versailles und die evangelische durch Pastor Cuvier. Während der folgenden Tage fanden noch eine Reihe von Empfängen des französischen Königspaars aus Anlass der Hochzeit statt.
Marie Christine geriet auf einer Rundreise mit ihrem Ehemann, der sie zu den Höfen deutscher Fürsten führte, in Lebensgefahr, als in Gotha – der Residenz von Herzog Ernst I. und Herzogin Antoinette Marie, der Schwester Alexanders – das Palais abbrannte, in welchem das junge Paar wohnte. Dieser Großbrand mitten im Winter, dem Marie Christine beinahe zum Opfer gefallen wäre, könnte vielleicht die Ursache für die beginnende Lungenkrankheit der Herzogin gewesen sein. Möglicherweise wurde die angegriffene Gesundheit durch die Geburt des Sohnes Philipp im Sommer 1838 weiter beeinträchtigt.

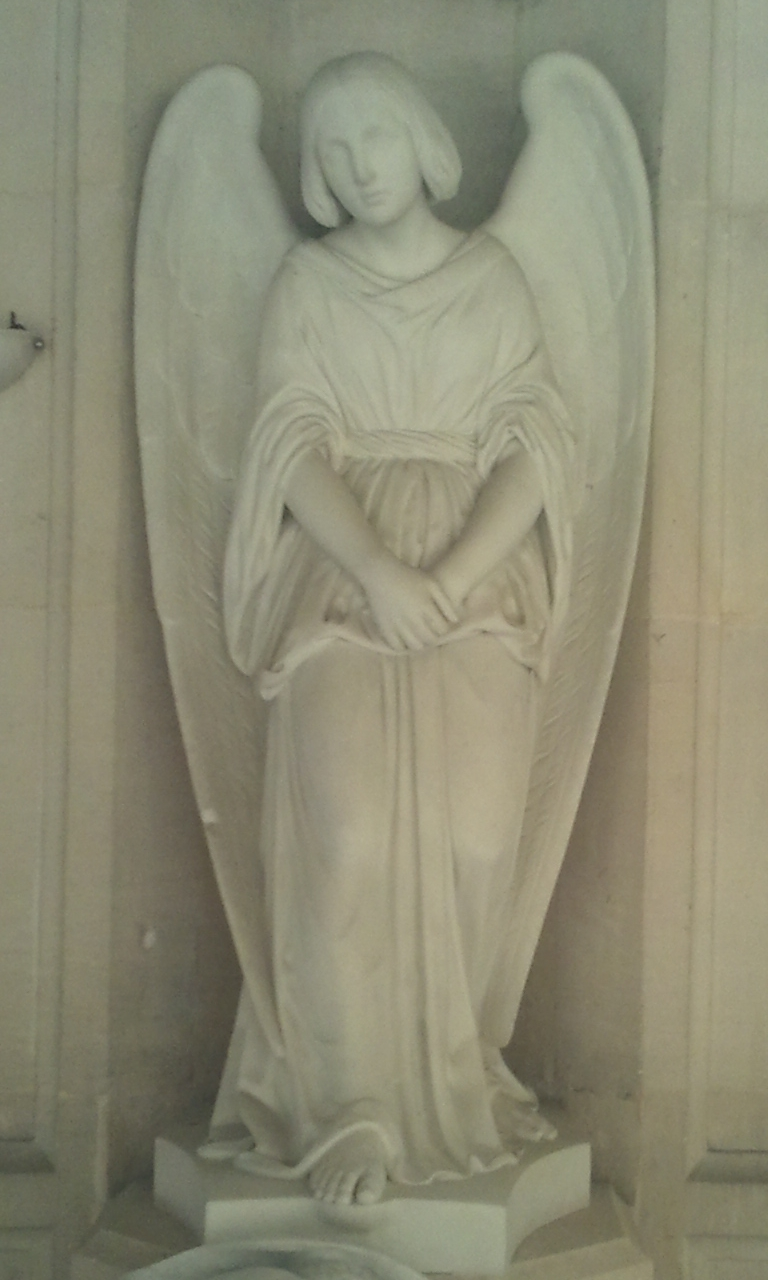
Dieser von ihr geschaffene Engel ziert heute ihr eigenes Grab in Dreux

Im Herbst 1838 begab sich Herzogin Marie Christine von Württemberg mit dem kleinen Sohn nach Italien in der Hoffnung, dass das mildere Klima die Heilung ihrer Tuberkuloseerkrankung begünstigen würde. Jedoch starb sie an den Folgen der Krankheit kurz nach Anbruch des neuen Jahres 1839 im Palazzo Vitelli in Pisa. Sie wurde in der Chapelle royale Saint-Louis in Dreux, der Grablege des Hauses Orléans, beigesetzt.

## Werk
Unter den plastischen Werken der Marie d’Orléans sind zu nennen:
- Das Relief der Auferstehung des Poeten, französisch La Résurrection du poète, aus dem Jahr 1834, dessen Gipsoriginal vom Musée Condé in Chantilly bewahrt wird.
- Die Statue der betenden Jeanne d’Arc, französisch Jeanne d'Arc debout priant, aus dem Jahr 1837. Das marmorne Original, von dem zahlreiche Kopien existieren, befindet sich im Schloss Versailles.

Die bronzene Ausführung dieses Werkes auf dem Perron des Hôtel Groslot d'Orléans, dem Rathaus von Orléans, war ein Geschenk des Königs Louis-Philippe I. an die Stadt Orléans. Sie weist Löcher und Beulen auf, Spuren des Zweiten Weltkrieges.
- Die Reiterstatuette der weinenden Jeanne d’Arc angesichts der verwundeten Engländer, französisch Jeanne d'Arc à cheval pleurant à la vue d'un Anglais blessé, die im Museum der Schönen Künste in Lyon, im Hochzeitssaal des Rathauses von Orléans und im Musée Condé in Chantilly zu sehen ist.

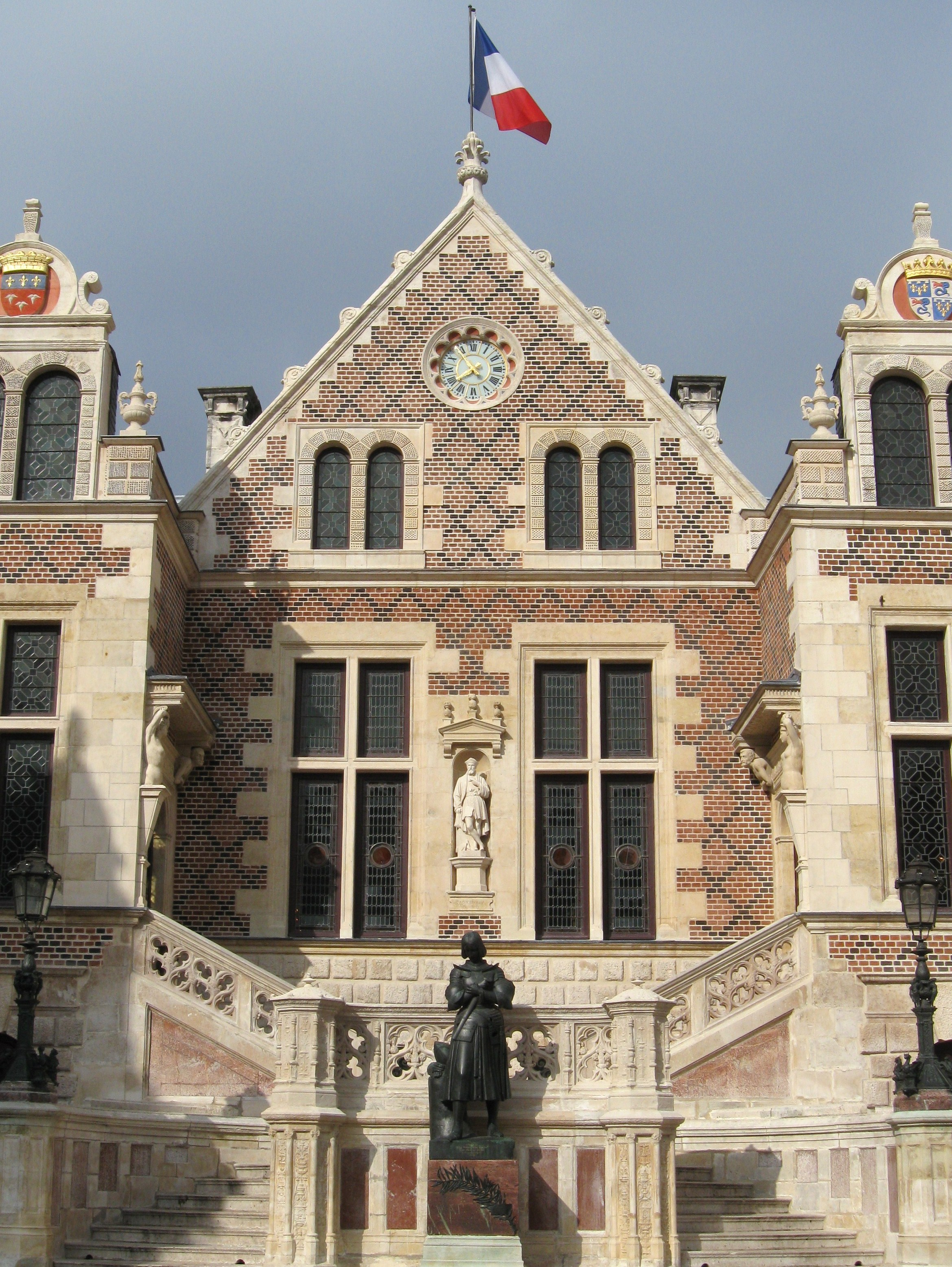
Bronzestatue Betende Jeanne d'Arc vor dem Rathaus von Orléans
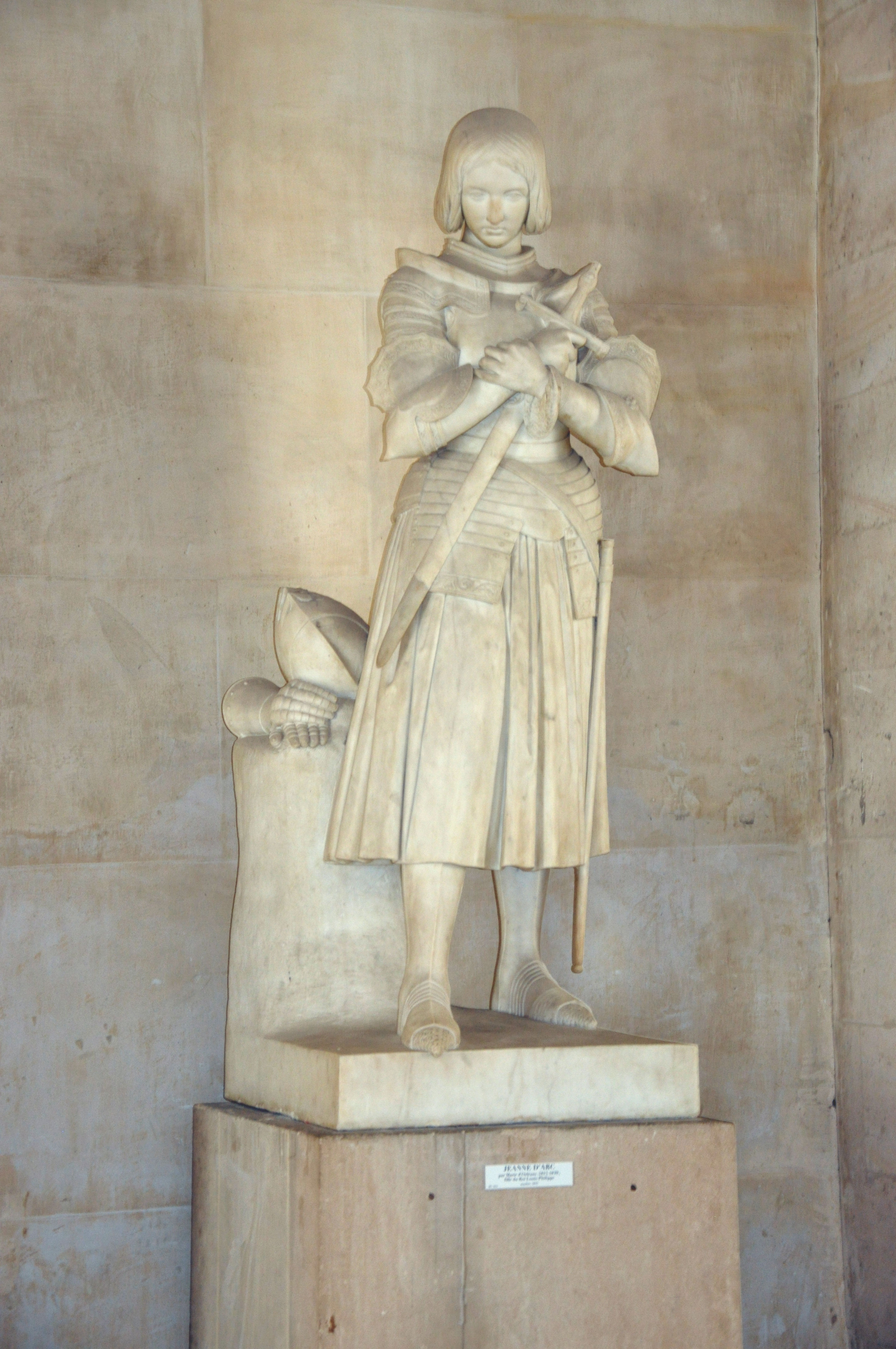
Betende Jeanne d'Arc, Schloss Versailles
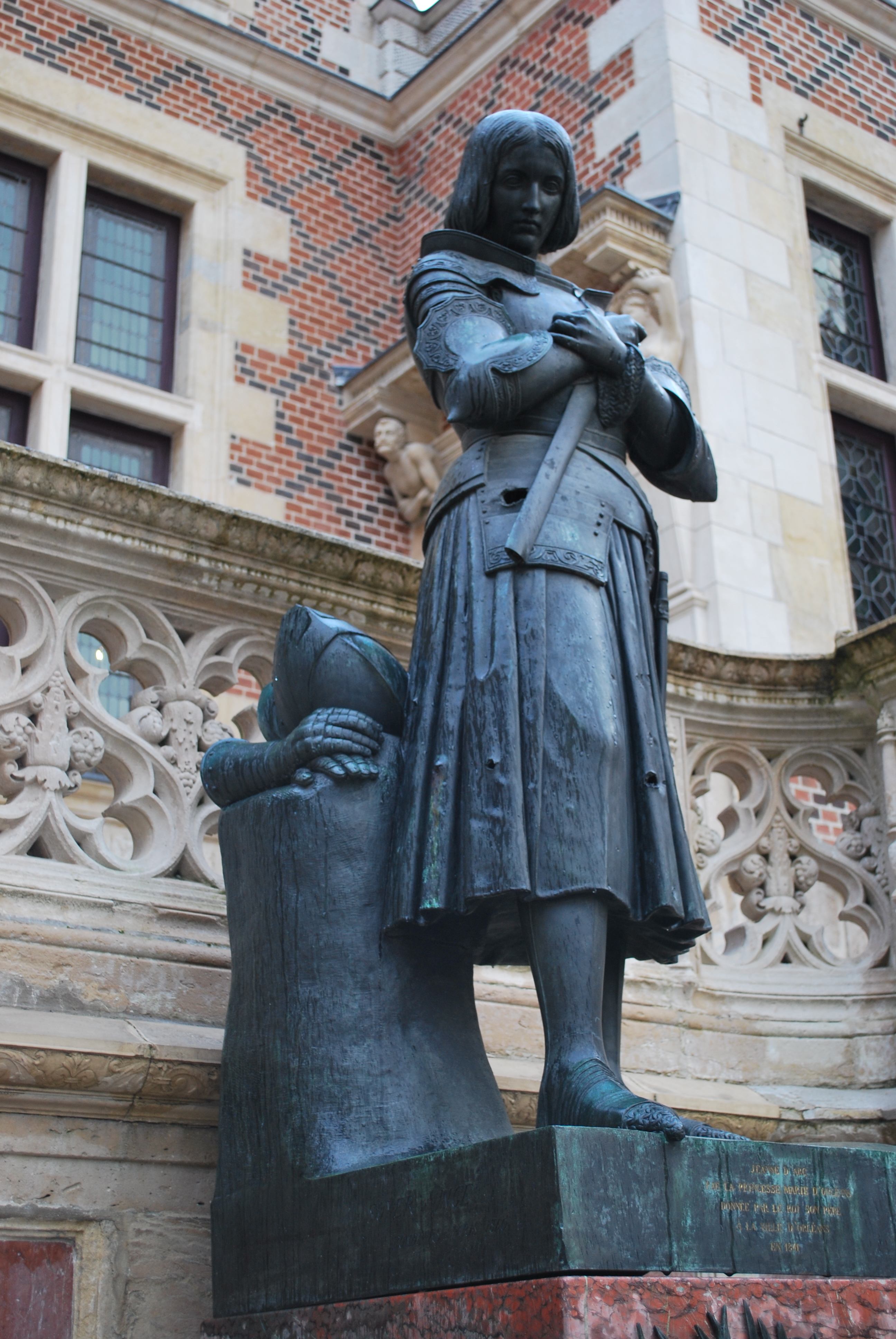
Betende Jeanne d'Arc von Versailles, Bronzeabguss auf dem Beischlag vor dem Rathaus von Orléans
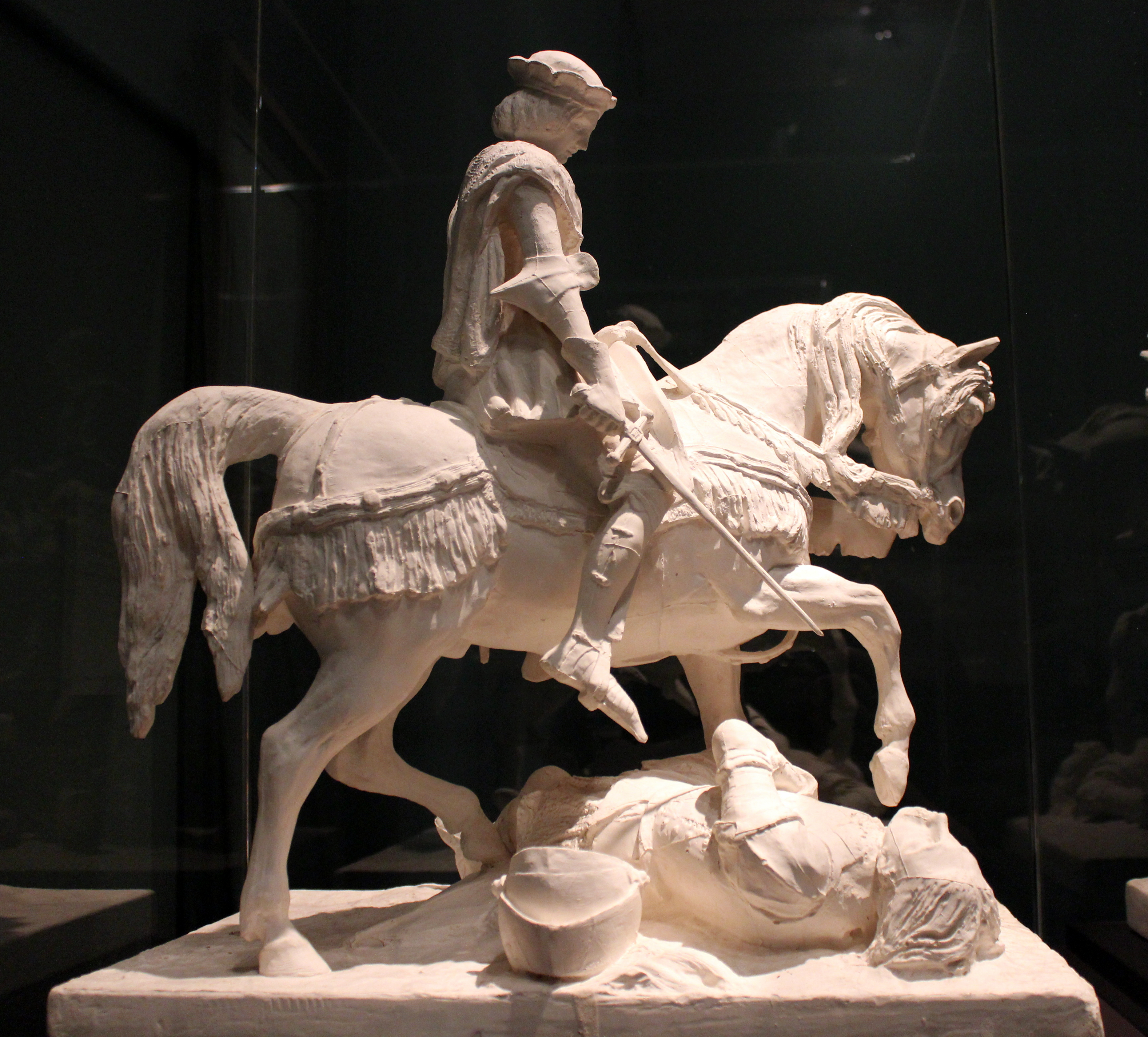
Reitende Jeanne d'Arc weinend angesichts der verwundeten Engländer, Musée des beaux-arts Lyon